# Județul Muscel (istoric)
Județul Muscel a fost o unitate administrativă de ordinul întâi atât din Vechiul Regat al României de dinainte de Primul Război Mondial, cât și din România Mare din perioada interbelica și din anii imediat următori, aflată în regiunea istorică Muntenia. Reședința județului era orașul Câmpulung ("Câmpulung Muscel"). Județul a fost desființat in  perioada comunistă, in 1950.

## În Vechiul Regat (1864-1918)
Județul Muscel (scris uneori și Mușcel) a fost o unitate administrativă de ordinul întâi din Vechiul Regat al României (existent în perioada antebelică, deci de dinaintea  Primului Război Mondial). Județul se afla în regiunea istorică Muntenia, iar reședința era orașul Câmpulung.

### Așezare și limite

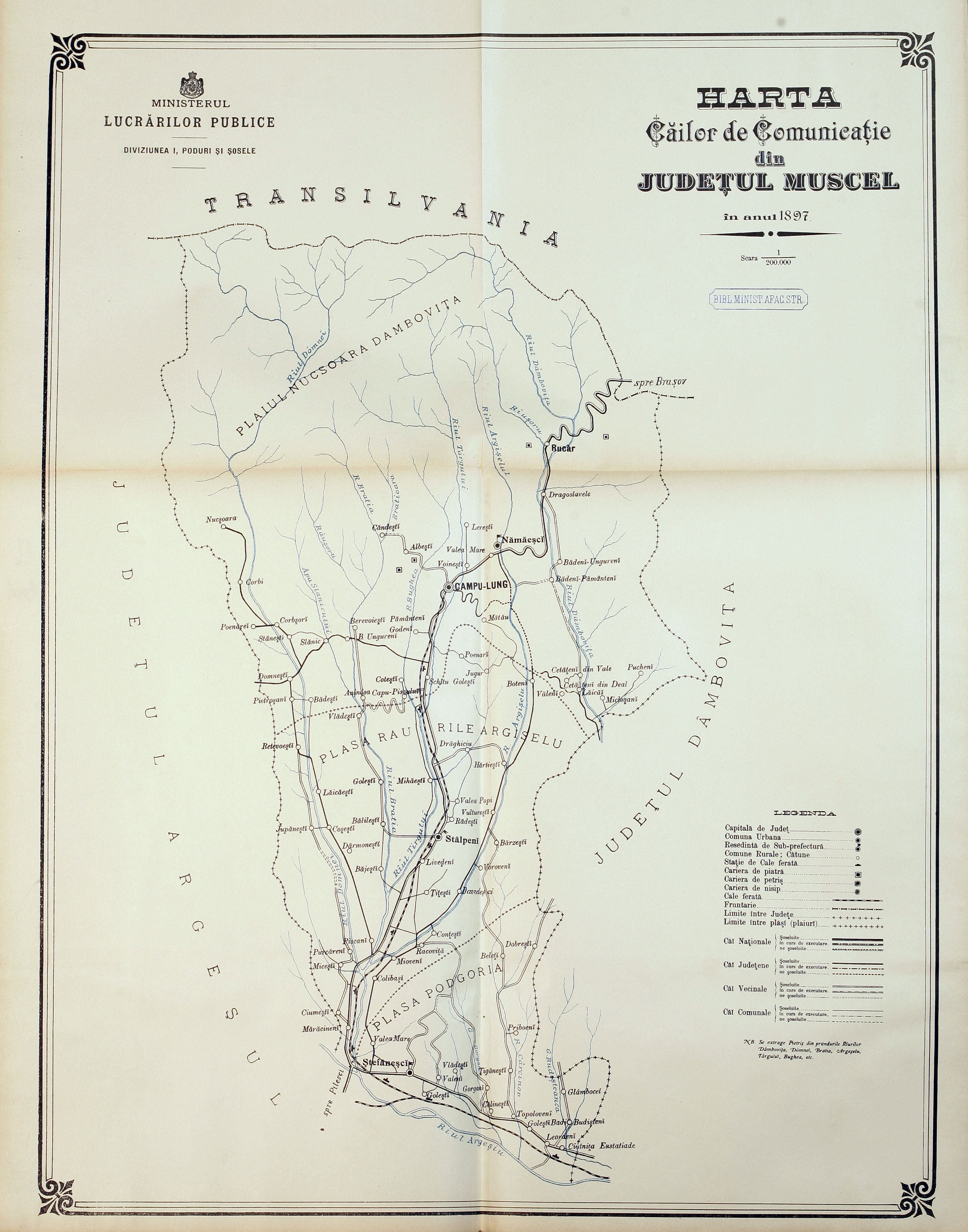
Harta județului Muscel în Atlasul Căilor de Comunicații din 1897

Județul Muscel era un județ de frontieră. Se învecina cu Transilvania (ce făcea parte atunci din Austro-Ungaria) și cu județele românești Argeș și Dâmbovița. Denumirea județului venea de la prezența a numeroase muscele acoperite de dumbrăvi și fânețe.

### Istoric
În anul 1864, domnitorul Alexandru Ioan Cuza dă prima lege de organizare administrativ-teritorială modernă a teritoriului României. Legea prevedea împărțirea țării în 33 de județe, având ca subdiviziuni plășile și comunele (urbane și rurale). Județele și comunele erau investite cu personalitate juridică și cu organe deliberative și executive: consiliul județean și prefectul (acesta din urmă ca reprezentant al guvernului în teritoriu), respectiv consiliul comunal
și primarul (în calitate de reprezentant al guvernului în teritoriu). Plășile erau simple subdiviziuni ale județelor, fără personalitate juridică, conduse de subprefecți, cu atribuții de supraveghere și control asupra autorităților comunale.
Județul antebelic Muscel era împărțit în 6 plăși: Argeșul cu reședința Hârtiești, Dâmbovița cu reședința Nămăești, Podgoriei cu reședința Topoloveni, Râurile cu reședința Mihăești, Râul-Doamnei cu reședința Piscani și Nucșoara cu reședința Domnești. Județul avea o comună urbană (Câmpulung) și 83 comune rurale.
Locuitorii din comunele: Rucăr, Nămăești, Dragoslavele, Valea Mare, Lerești, Valea Popii, Drăghici, Bălilești, Leordeni, Ștefănești, Boteni, Vlădești, Topoloveni, Gorganu, Domnești și Corbi aveau locuințe foarte bune și igienice. 
Deși ocupațiile de bază ale locuitorilor erau agricultura și creșterea animalelor, industria casnică era mai dezvoltată decât în alte județe. Țesăturile de lână, pentru fabricarea dimiilor, saricelor, plocadelor, scoarțelor și altor haine țărănești, precum și a pânzei de cânepă, in, bumbac și chiar a borangicului, erau executate cu multă abilitate de țărăncile din acest județ, fiind foarte căutate.

### Marca
Marca (stema) județului era un vultur stând pe o ramură de stejar (în loc de a sta pe un coif ca în stema veche a dinastiei Basarabilor), semn că la Câmpulung a fost primul scaun domnesc al Țării Românești.

## După Primul Război Mondial (1918-1950)
Județul Muscel a fost o unitate administrativă de ordinul întâi din Regatul României de după Primul Război Mondial, aflată în regiunea istorică Muntenia. Reședința județului era orașul Câmpulung.

### Întindere

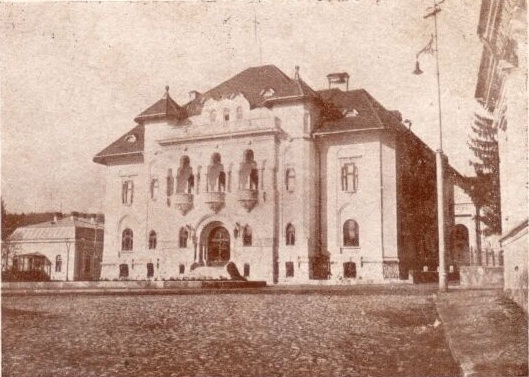
Clădirea Prefecturii județului Muscel din perioada interbelică. Clădirea-monument istoric, construită în anul 1934 și situată pe Str. Negru Vodă nr. 127, îndeplinește în prezent rolul de sediu al Primăriei municipiului Câmpulung.

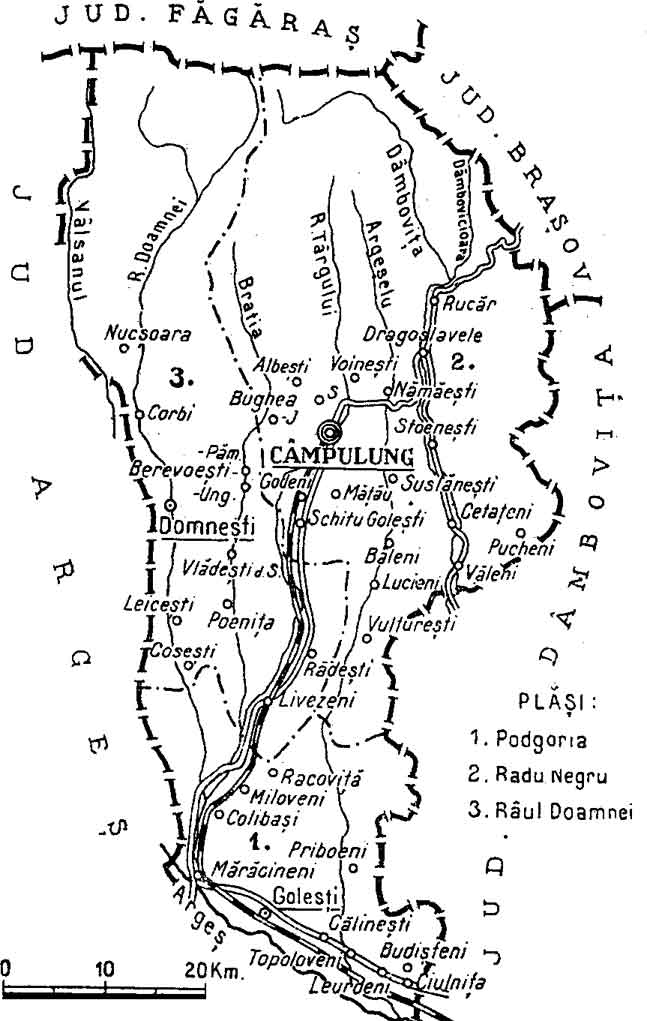
Harta județului, cu dispunerea și denumirea plășilor, în anul 1938.

Județul se afla în partea central-sudică a României Mari, în nord-vestul regiunii Muntenia. Județul cuprindea partea estică din actualul județ Argeș și comunele Malu cu Flori, Văleni-Dâmbovița și Pucheni aflate în prezent în județul Dâmbovița. Se învecina la vest cu județul Argeș, la nord cu județele Făgăraș și Brașov, iar la est cu județul Dâmbovița. Județul a fost desființat odată cu reforma administrativă din 6 septembrie 1950.

### Organizare
Teritoriul județului era împărțit inițial în două plăși, iar ulterior în trei plăși:
1. Plasa Podgoria,
2. Plasa Radu Negru și
3. Râul Doamnei (înființată ulterior).

Conform informațiilor aflate în mai multe documente ale vremii, în anul 1938 județul avea cinci plăși: 
1. Plasa Podgoria,
2. Plasa Râul Doamnei,
3. Plasa Dâmbovița,
4. Plasa Râurile și
5. Plasa Argeșel.

### Populație
Conform datelor recensământului din 1930 populația județului era de 149.797 locuitori, dintre care 97,1% români, 2,3% țigani, 0,2% maghiari ș.a. Din punct de vedere confesional populația județului era alcătuită din 99,3% ortodocși, 0,3% romano-catolici ș.a.
Populația urbană a județului era de 13.868 locuitori, dintre care 95,4% români, 1,2% maghiari, 0,9% romi, 0,5% germani ș.a. Sub aspect confesional orășenimea era formată din 95,8% ortodocși, 2,2% romano-catolici, 0,6% reformați (calvini), 0,4% evanghelici (lutherani), 0,3% baptiști, 0,2% greco-catolici ș.a.

### Istoric

#### După al Doilea Război Mondial
Pe data de 4 februarie 1945, prefectul județului a fost schimbat abuziv de forțele grupate în jurul Partidului Comunist Român în Frontul Național Democrat. Fapta a fost săvârșită de muncitori și activiști comuniști și socialiști.